# 千代神社
千代神社（ちよじんじゃ）は、滋賀県彦根市にある神社。旧社格は県社。

## 祭神
- 主祭神 - 天宇受賣命
- 配祀神 - 猿田彦命、大物主命

## 歴史
社伝によると、孝元天皇の皇女・倭迹迹日百襲姫命の降誕により現・彦根市古沢町の姫袋の地に勧請するが、その後廃れて履中天皇の時代に再建されたという。その後、千代之宮と呼ばれていたが、天正18年（1590年）に石田三成が佐和山城に入ると姫袋の地より彦根山麓の現・尾末町に移される。
慶長6年（1601年）に佐和山城主の井伊直政が徳川家康の命により彦根山に彦根城を築くこととなると、旧社地である古沢町の姫袋の地に再び移転した。以来彦根藩主井伊氏歴代の篤い崇敬を受け、造営修復が行われた。
1869年（明治2年）に社名を千代神社と改めた。
1876年（明治9年）に郷社、1883年（明治16年）には県社に列せられた。
古沢町の姫袋の地にあった当社であるが、隣接していた野沢石綿セメント（現・住友大阪セメント）のセメント工場による公害を避けるために社地をセメント工場に売却し、現在地である元大橋氏の屋敷の跡地に1965年（昭和40年）1月に遷宮の工を起こし、翌1966年（昭和41年）5月に竣成した。

## 境内
- 本殿（重要文化財） - 寛永15年（1638年）再建。
- 幣殿
- 拝殿
- 社務所

### 摂末社
- 笠木稲荷神社
- 秋葉山神社
- 天満宮

## 文化財

### 重要文化財
- 本殿

## 祭事
- 5月5日
- 6月30日 - 水無月祭（大祓い）

## 所在地
- 滋賀県彦根市京町2-9-33

## アクセス
- JR東海道本線（琵琶湖線） 彦根駅より徒歩約12分。